# 科羅薩爾區
科羅薩爾區（英語：Corozal District），是伯利茲的6個區之一，位於該國東北部，首府設於科羅薩爾鎮，北接墨西哥，東鄰加勒比海，南毗伯利茲區和橘園區，西臨墨西哥，面積1,860平方公里，2005年人口約35,500。

## 外部連結
- District homepage （页面存档备份，存于）
- Corozal page （页面存档备份，存于）

18°15′N 88°20′W / 18.250°N 88.333°W